# Mechowo (Pommeren)
Mechowo is een dorp in de Poolse woiwodschap Pommeren. De plaats maakt deel uit van de gemeente Puck en telt 408 inwoners.